# Inline-Speedskating-Europameisterschaften 2018
Die Inline-Speedskating-Europameisterschaften fanden vom 16. bis 23. August 2018 im belgischen Ostende statt.
Die erfolgreichsten Teilnehmer waren Sandrine Tas mit sieben Goldmedaillen bei den Frauen und Daniel Niero mit vier Goldmedaillen bei den Herren.

## Frauen
| Distanz              | Gold                                                            | Silber                                                            | Bronze                                                                 |
| Bahn                 | Bahn                                                            | Bahn                                                              | Bahn                                                                   |
| -------------------- | --------------------------------------------------------------- | ----------------------------------------------------------------- | ---------------------------------------------------------------------- |
| 300 m Einzelsprint   | Sandrine Tas                                                    | Stien Vanhoutte                                                   | Giorgia Bormida                                                        |
| 500 m Sprint         | Sandrine Tas                                                    | Laethisia Schimek                                                 | Anke Vos                                                               |
| 1000 m Sprint        | Sandrine Tas                                                    | Francesca Lollobrigida                                            | Marine Lefeuvre                                                        |
| 10000 m Punkte-Auss. | Francesca Lollobrigida                                          | Luisa Sophia Woolaway                                             | Marine Lefeuvre                                                        |
| 15000 m Ausscheidung | Francesca Lollobrigida                                          | Sandrine Tas                                                      | Mareike Thum                                                           |
| 500 m Team Sprint    | ItalienGiorgia Bormida Francesca Lollobrigida Benedetta Rossini | BelgienSandrine Tas Anke Vos                                      | SpanienSheyla Posada Guerra Maite Ancin Gambarte Maialen Oñate Jimenez |
| 3000 m Staffel       | BelgienSandrine Tas Anke Vos Stien Vanhoutte                    | ItalienGiorgia Bormida Francesca Lollobrigida Giulia Lollobrigida | DeutschlandMareike Thum Jenny Peissker Laethisia Schimek               |
| Straße               |                                                                 |                                                                   |                                                                        |
| 200 m Einzelsprint   | Sandrine Tas                                                    | Benedetta Rossini                                                 | Stien Vanhoutte                                                        |
| 1 Runde Sprint       | Sandrine Tas                                                    | Francesca Lollobrigida                                            | Laethisia Schimek                                                      |
| 10000 m Punkte       | Sandrine Tas                                                    | Francesca Lollobrigida                                            | Maite Ancin Gambarte                                                   |
| 20000 m Ausscheidung | Francesca Lollobrigida                                          | Mareike Thum                                                      | Maite Ancin Gambarte                                                   |
| Langstrecke          |                                                                 |                                                                   |                                                                        |
| 42195 m Marathon     | Chloe Geoffroy                                                  | Laura Lorenzato                                                   | Maite Ancin Gambarte                                                   |

## Männer
| Distanz              | Gold                                                  | Silber                                           | Bronze                                             |
| Bahn                 | Bahn                                                  | Bahn                                             | Bahn                                               |
| -------------------- | ----------------------------------------------------- | ------------------------------------------------ | -------------------------------------------------- |
| 300 m Einzelsprint   | Simon Albrecht                                        | Ioseba Fernandez                                 | Mathias Vosté                                      |
| 500 m Sprint         | Simon Albrecht                                        | Michel Mulder                                    | Mathias Vosté                                      |
| 1000 m Sprint        | Mathias Vosté                                         | Diogo Marreiros                                  | Quentin Giraudeau                                  |
| 10000 m Punkte-Auss. | Daniel Niero                                          | Diogo Marreiros                                  | Ruurd Dijkstra                                     |
| 15000 m Ausscheidung | Daniel Niero                                          | Quentin Giraudeau                                | Diogo Marreiros                                    |
| 500 m Sprint Team    | SpanienIoseba Fernandez Patxi Peula                   | NiederlandeRonald Mulder Michel Mulder           | BelgienIndra Médard Mathias Vosté                  |
| 3000 m Staffel       | ItalienDaniel Niero Duccio Marsili Daniele Di Stefano | PortugalMiguel Bravo David Pedro Diogo Marreiros | NiederlandeLuc Ter Haar Ronald Mulder Kay Schipper |
| Straße               |                                                       |                                                  |                                                    |
| 200 m Einzelsprint   | Ioseba Fernandez                                      | Michel Mulder                                    | Ron Pucklitzsch                                    |
| 1 Runde Sprint       | Ioseba Fernandez                                      | Ronald Mulder                                    | Michel Mulder                                      |
| 10000 m Punkte       | Daniel Niero                                          | Patxi Peula                                      | Crispijn Ariens                                    |
| 20000 m Ausscheidung | Patxi Peula                                           | Daniel Niero                                     | Felix Rijhnen                                      |
| Langstrecke          |                                                       |                                                  |                                                    |
| 42195 m Marathon     | Bart Swings                                           | Patxi Peula                                      | Crispijn Ariens                                    |

## Medaillenspiegel
| Platz | Land        | Gold | Silber | Bronze | Gesamt |
| ----- | ----------- | ---- | ------ | ------ | ------ |
| 1.    | Belgien     | 9    | 3      | 5      | 17     |
| 2.    | Italien     | 8    | 8      | 1      | 17     |
| 3.    | Spanien     | 4    | 3      | 4      | 11     |
| 4.    | Deutschland | 2    | 2      | 5      | 9      |
| 5.    | Frankreich  | 1    | 1      | 3      | 5      |
| 6.    | Niederlande | 0    | 4      | 5      | 9      |
| 7.    | Portugal    | 0    | 3      | 1      | 4      |